# Multiple Spanning Tree Protocol
O protocolo MSTP (Multiple Spanning Tree Protocol) fornece conectividade simples e completa, atribuída a qualquer rede VLAN em toda a Rede Local em Ponte. O MSTP usa BPDUs para trocar informações entre dispositivos compatíveis com a árvore panorâmica, para evitar loops em cada MSTI e na CIST, selecionando caminhos ativos e bloqueados. Isso é feito, assim como no STP, sem a necessidade de ativar manualmente os links de backup e se livrar do perigo de loops na sua rede.